# Peter H. Dominick
Peter Hoyt Dominick (ur. 7 lipca 1915, zm. 18 marca 1981) – amerykański polityk, członek Partii Republikańskiej. W latach 1961–1963 reprezentował stan Kolorado w Izbie Reprezentantów Stanów Zjednoczonych, a w latach 1963–1975 reprezentował ten sam stan w Senacie Stanów Zjednoczonych.